# Call Me by Your Name: Original Motion Picture Soundtrack
Call Me by Your Name: Original Motion Picture Soundtrack è la colonna sonora del film Chiamami col tuo nome diretto nel 2017 da Luca Guadagnino. È stata pubblicata il 3 novembre 2017 su etichetta Madison Gate Records e Sony Music Masterworks.

## Descrizione
La colonna sonora include tre brani di Sufjan Stevens, gli inediti Mystery of Love e Visions of Gideon e una nuova versione di Futile Devices con pianoforte. Sono anche presenti canzoni di The Psychedelic Furs, Loredana Bertè, Bandolero, Giorgio Moroder, Joe Esposito e F.R. David, e componimenti di John Adams, Frank Glazer, Ryūichi Sakamoto, Johann Sebastian Bach e Maurice Ravel.
Ha debuttato al numero 18 nella classifica UK Soundtrack Albums durante la settimana del 10 novembre 2017. Il 24 novembre 2017 è salita al numero 12, diventando la sua posizione più alta.

## Tracce
1. John Adams – Hallelujah Junction – 1st Movement – 7:09
2. Ryūichi Sakamoto – M.A.Y. in the Backyard – 4:25
3. Loredana Bertè – J'adore Venise – 4:15
4. Bandolero – Paris Latino – 4:01
5. Frank Glazer – Sonatine bureaucratique – 3:44
6. Alessio Bax – Zion hört die Wächter singen – 5:10
7. Giorgio Moroder e Joe Esposito – Lady, Lady, Lady – 4:15
8. Maurice Ravel (André Laplante) – Une barque sur l'océan – 7:10
9. Sufjan Stevens – Futile Devices (Doveman Remix) – 2:15
10. Ryūichi Sakamoto – Germination – 2:09
11. F.R. David – Words – 3:27
12. Marco Armani – È la vita – 4:11
13. Sufjan Stevens – Mystery of Love – 4:08
14. Franco Battiato – Radio Varsavia – 4:07
15. The Psychedelic Furs – Love My Way – 3:33
16. Valéria Szervánszky e Ronald Cavaye – Le Jardin féerique – 3:02
17. Sufjan Stevens – Visions of Gideon – 4:07

Durata totale: 71:08

## Classifiche
| Classifica (2017-2018)                  | Posizione massima |
| --------------------------------------- | ----------------- |
| UK Soundtrack Albums                    | 12                |
| US Soundtrack Albums                    | 19                |
| Federazione Industria Musicale Italiana | 5                 |